# ファンタスティック街道
ファンタスティック街道（独:Fantastische Straße）とは、ドイツ観光街道のひとつ。ドイツ南西部、フランスのアルザス地方とスイスのバーゼルに接する。北はハイデルベルクに近いワインハイムから、南はボーデン湖畔のコンスタンツまで約400kmにわたる。
街道沿いの見所としては、黒い森、ボーデン湖、マイナウ島、バーデン・バーデン、テュービンゲン、ホーエンツォレルン城などがある。
ドイツ一日照時間が長いバーデン地方のワイン、黒い森の生ハムやサクランボケーキといった食、工芸品のカッコウ時計など独特の文化が楽しめる地域である。

## 参考
- 南西ドイツ　バーデン・ヴュルテンベルク州観光局